# Chinandega (miasto)
Chinandega – miasto w Nikaragui, położone w północno-zachodniej części kraju, kilkanaście kilometrów od wybrzeża Oceanu Spokojnego. Współrzędne geograficzne: 12°37′51″N 87°07′45″W/12,630833 -87,129167. Chinandega leży w departamencie Chinandega. Trzecie miasto w kraju pod względem liczby ludności, po Managui i León.
Miasto stanowi ważny ośrodek gospodarczy dla otaczającego go rolniczego okręgu uprawy bawełny, bananów i trzciny cukrowej. Dobrze rozwinięty przemysł przetwórstwa rolnego (m.in. zakłady bawełniane, cukrownie). Miasto posiada połączenie kolejowe z portem morskim i stolicą departamentu Corinto, największym nikaraguańskim portem na wybrzeżu pacyficznym.

## Współpraca
- Eindhoven, Holandia
- Molins de Rei, Hiszpania
- Leverkusen, Niemcy
- Wisconsin, Stany Zjednoczone
- Paryż, Francja
- Sydney, Australia
- Liverpool, Wielka Brytania
- Dortmund, Niemcy